# 2024年世界耐力锦标赛
2024年国际汽联世界耐力锦标赛是由国际汽车联合会和西方赛车俱乐部（ACO）联合举办的国际汽联世界耐力锦标赛的第六个赛季。赛季由8场耐力赛事组成，于2024年4月16日在卡塔尔羅賽爾國際賽道揭幕，11月2日在巴林国际赛道收官，并包含第92届勒芒24小时耐力赛。